# Ruth Katharina Vellner
Ruth Katharina Vellner (até 1944 Käsnapuu; sobrenome também escrito como Käsnapuu-Welner ou Velner; 22 de novembro de 1922, em Tallinn - 7 de janeiro de 2012, em Estocolmo) foi uma nadadora da Estónia. Ela é considerada uma das maiores nadadoras da Estónia.
Ela começou o seu treino de natação em 1929 sob a orientação de Herbert Rachmann. Entre 1938 e 1943 ela tornou-se 6 vezes campeã da Estónia em diferentes disciplinas de natação. Foi membro da selecção nacional de natação da Estónia entre 1937 e 1940.
Em 1943 ela mudou-se para a Suécia.